# Delias ornytion
Delias ornytion är en fjärilsart som först beskrevs av Frederick DuCane Godman och Osbert Salvin 1880.  Delias ornytion ingår i släktet Delias och familjen vitfjärilar. Inga underarter finns listade i Catalogue of Life.